# Мальцев, Константин Александрович
Константи́н Алекса́ндрович Ма́льцев (1888, Усолье — 28 июля 1941, Коммунарка) — советский партийный и государственный деятель, участник революционного движения, редактор, ректор Коммунистического университета имени Я. М. Свердлова, заместитель народного комиссара просвещения РСФСР, председатель Всесоюзного комитета по радиофикации и радиовещанию при СНК СССР.

## Биография
Родился в 1888 году в Усолье Пермской губернии. Отец — лесной объездчик. После смерти родителей, закончив начальное училище, переехал в Казань, затем — к брату в Петровский Завод в Забайкалье. Учился в Троицкосавском реальном училище.
В 1905 году вступил в ряды РСДРП. Работал в подпольной типографии в Верхнеудинске, занимался распространением листовок, перевозил оружие для рабочих из Читы в Верхнеудинск. В 1907 году был арестован, полтора года провёл в заключении в Верхнеудинской тюрьме. В 1908 году тюремное заключение было заменено ссылкой в Якутию. Бежал из ссылки на Ленские золотые прииски, неоднократно подвергался арестам, водворялся на место ссылки. В 1912 году работал смазчиком на железной дороге, входил в стачечный комитет железнодорожников. После Ленской забастовки в Бодайбо был вновь выслан в Якутск к месту приписки.
В 1917—1918 годах — председатель Бодайбинского комитета РСДРП(б), председатель Центрального Исполнительного комитета Совета рабочих и солдатских депутатов Лено-Витимского горного округа. В 1918 году после взятия Иркутска белой армией был арестован, находился в Александровском централе 11 месяцев. Подлежал высылке в Уст-Уду, но по дороге бежал. В 1919 году вступил в партизанский отряд, который был преобразован в 1-й коммунистический полк. Стал комиссаром полка.
В 1920 году — секретарь Усольского райкома РКП(б). В 1920—1921 годах — заведующий деревенским, затем организационным отделом Иркутского губернского комитета РКП(б). В 1921 году — ответственный секретарь Черемховского районного комитета РКП(б).
В 1921—1922 годах — заведующий агитационно-пропагандистским отделом Владимирского губкома РКП(б). В 1922—1924 годах — заведующий агитационно-пропагандистским отделом Тульского губернского комитета РКП(б), с мая по июнь 1924 года — ответственный секретарь Тульского губернского комитета РКП(б).
В 1924—1927 годах — заместитель заведующего агитационно-пропагандистским отделом ЦК РКП(б) (с 1925 года — ВКП(б)). В ноябре 1924 года вошёл в состав Главреперткома, с декабря 1924 года — член президиума Художественного совета по делам кино при Главполитпросвете. Член редколлегии журнала «Советское кино» (1925).
В 1927—1928 годах — ответственный редактор «Рабочей газеты» и её приложений: журналов «Крокодил» и «Мурзилка». Ответственный редактор газеты «Кино» (1927—1930). Председатель правления Общества друзей советского кино (ОДСК) (1926—1928).
В 1928—1931 годах — ректор Коммунистического университета имени Я. М. Свердлова. Член комитета по заведованию учёными и учебными учреждениями ЦИК СССР (1928). Одновременно работал заведующим отделом партийного строительства газеты «Правда», являлся членом редколлегии газеты (1930). Ответственный редактор журналов «Школа на дому» (1928), «Лицом к деревне» (1928—1929), «Партийное строительство» (1929).
В 1931—1933 годах — заместитель народного комиссара просвещения РСФСР.
В 1934—1936 годах — член Комиссии советского контроля при СНК СССР, уполномоченный комиссии по Дальневосточному краю.
В 1936—1939 годах — председатель Всесоюзного комитета по радиофикации и радиовещанию при СНК СССР.
Избирался делегатом XII—XVI съездов ВКП(б).
В 1937 года в газете «Правда» был опубликован ряд статей с критикой деятельности Радиокомитета и его председателя К. А. Мальцева. Арестован 14 ноября 1939 года. 8 июля 1941 года приговорён Военной Коллегией Верховного Суда СССР за участие в контрреволюционной шпионско-диверсионной организации к ВМН. Расстрелян 28 июля 1941 года. Реабилитирован 7 марта 1956 года.